# Rivière Adam (rivière Harricana)
Pour les articles homonymes, voir Adam (homonymie).
La rivière Adam est un affluent de la rivière Harricana, coulant dans la municipalité d'Eeyou Istchee Baie-James, en Jamésie, dans la région administrative du Nord-du-Québec (Canada).
La foresterie est la principale activité économique de ce bassin versant.
La surface de la rivière Adam est généralement gelée du début-décembre à la fin-avril.

## Géographie
Les bassins versants voisins de la rivière Adam sont :
- côté nord : rivière de l'Ourse (rivière Bell), rivière Samson, lac Grasset ;
- côté est : rivière Allard, rivière de l'Ourse (rivière Bell), rivière des Indiens (rivière Bell) ;
- côté sud : rivière Harricana, rivière Plamondon ;
- côté ouest : rivière Harricana, rivière Angle.

La rivière Adam tire sa source d'un ruisseau de montagne à une altitude de 309 m au Sud du territoire de Eeyou Istchee Baie-James (municipalité). Cette source est située entre des montagnes dont les sommets atteignent : 409 m et 390 m du côté Sud ; et 405 m du côté Nord.
La source de la rivière Adam est située à :
- 38,7 km au sud-est de l'embouchure de la rivière Adam ;
- 7,4 km au nord-est de la rivière Harricana ;
- 103,2 km au nord-ouest du centre-ville de Amos ;
- 51,2 km au sud-ouest du centre-ville de Matagami.

À partir de sa source, la rivière Adam coule sur environ 70 km selon les segments suivants :
- 17,3 km vers le Nord, puis vers le nord-ouest en traversant une grande zone de marais, jusqu'au ruisseau Joutel (venant du Sud) ;
- 8,0 km vers l'Ouest en zone de marais, jusqu'à la route 810 menant vers le nord-ouest en longeant la rive nord-ouest de la rivière Harricana ;
- 24,2 km vers le nord-ouest en serpentant, jusqu'au ruisseau Jouve (venant du sud-est) ;
- 15,8 km vers le nord-ouest, jusqu'à son embouchure[2].

La rivière Adam se déverse dans un coude de rivière (à la hauteur des Rapides Katackisegidjiwag) sur la rive Est de la rivière Harricana en amont des Rapides Kawadjiwag.
Cette confluence de la rivière Adam est située à :
- 136,5 km au nord-ouest du centre-ville de Amos ;
- 69,7 km à l'Est de la limite de l'Ontario ;
- 179 km au sud-est de la confluence de la rivière Harricana (en Ontario) avec la Baie James ;
- 138,6 km au nord-ouest du centre du village de Lebel-sur-Quévillon ;
- 66,4 km au sud-ouest du centre-ville de Matagami.

## Toponymie
Le terme « Adam » constitue un patronyme de famille d'origine anglaise.
Le toponyme « rivière Adam » a été officialisé le 5 décembre 1968 à la Commission de toponymie du Québec, soit lors de sa fondation.